# Сирота, Михаил Макарович
Михаил Макарович Сирота (7 ноября 1933 — 10 февраля 2001, Первомайское) — российский политический деятель, депутат Государственной думы второго созыва

## Биография
Окончил Алтайский сельскохозяйственный институт по специальности «ученый-зоотехник», кандидат сельскохозяйственных наук.
Вечером 10 февраля 2001 года возле собственного дома, расположенного в райцентре Первомайское (Алтайский край) был застрелен.